# Chickamauga and Chattanooga National Military Park
Il Chickamauga and Chattanooga National Military Park, situato nella Georgia settentrionale e nel Tennessee orientale, conserva i siti di due importanti scontri della guerra di secessione americana: la battaglia di Chickamauga e la campagna di Chattanooga.
Una dettagliata storia dello sviluppo del parco è stata fornita dal National Park Service nel 1998.

## Storia
A partire dal 1890 il Congresso degli Stati Uniti d'America autorizzò l'istituzione dei primi quattro parchi militari nazionali: "Chickamauga e Chattanooga", Shiloh National Military Park, il Campo di battaglia di Gettysburg nel Gettysburg National Military Park e Vicksburg National Military Park.
Il primo nonché il più vasto di questi (5.300 acri o 2.145 ettari) è anche quello su cui si basava l'istituzione e lo sviluppo della maggior parte degli altri parchi militari e storici nazionali; fu ufficialmente dedicato nel settembre del 1895.
Deve la sua esistenza principalmente agli sforzi messi in campo dai generali Henry Van Ness Boynton e Ferdinand Van Derveer, entrambi veterani di guerra dell'Union Army nell'Armata del Cumberland, i quali videro la necessità di un parco federale per preservare e commemorare questi campi di battaglia.
Un altro precursore e promotore della creazione del parco fu il generale dell'Ohio Henry Martyn Cist, che guidò la "Chickamauga Memorial Society" a partire dal 1888. Un altro ex ufficiale (forze armate) dell'Unione, Charles Henry Grosvenor, fu presidente della commissione del parco dal 1910 fino alla sua morte avvenuta nel 1917.
Durante i primi anni di vita esso venne gestito dal Dipartimento della guerra degli Stati Uniti d'America e usato per lo studio militare e nella sua qualità di memoriale. Il National Park Service ha assunto la gestione del sito nel 1933.